# Jan Heyns

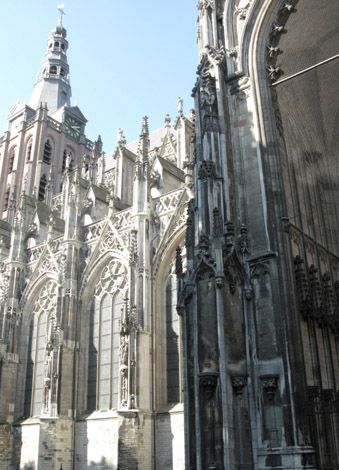
Sint-Janskathedraal, 's-Hertogenbosch.

Johannes (Jan) Heyns (Brugge, ? – 's-Hertogenbosch, 1516) was een Vlaams-Brabants architect.
De van oorsprong Brugse architect Jan Heyns was vanaf 1495 actief in 's-Hertogenbosch. Hier werd hij loodsmeester van de huidige Sint-Janskathedraal. De bouw hiervan was toen in volle gang. Onder zijn leiding werd in 1496 de kapel van de Onze Lieve Vrouwebroederschap (de huidige H. Sacramentskapel) voltooid en werd in 1505 de romaanse Sint-Jan op de toren na afgebroken om plaats te maken voor het schip. Als waardering voor zijn werk werd Heyns als gezworen broeder toegelaten tot de Onze Lieve Vrouwebroederschap, een Bossche sociëteit die zich bezighield met de verering van Maria. Alleen personen uit de bovenlaag van de bevolking of personen die zich op maatschappelijk vlak onderscheiden hadden werden toegelaten als gezworen lid van deze broederschap.
Heyns’ lidmaatschap van de Broederschap hield in dat hij tot de geestelijke stand behoorde – zij het in de laagste rang – en dat hij verplicht was een aantal keer het ‘laken te leggen’, dat wil zeggen bij hem in huis een maaltijd voor al zijn medebroeders te verzorgen. Ook voerde hij hand-en-spandiensten uit voor de Broederschap; zo adviseerde hij in 1508-1509 samen met de schilder en medebroeder, Jheronimus Bosch, hoe het grote altaarstuk van de Broederschap van de beeldhouwer Adriaen van Wesel in de Sint-Jan het best ‘gestoffeerd’ (gepolychromeerd) kon worden.
De voltooiing van de Sint-Jan als geheel maakte hij niet meer mee, want tijdens de pleuritisepidemie, die 's-Hertogenbosch van 1515 tot 1516 teisterde, overleed hij. Hij was een zwager van de prentkunstenaar Alaert du Hamel, die hem voorging als loodsmeester van de Sint-Jan.  Aan Jan Heyns wordt verder Kasteel Maurick bij Vught toegeschreven, dat van 1504 tot 1509 gebouwd werd.